# Perdita townesi
Perdita townesi är en biart som beskrevs av Timberlake 1968. Perdita townesi ingår i släktet Perdita och familjen grävbin. Inga underarter finns listade i Catalogue of Life.